# Klapperstorch
«Klapperstorch» (в переводе с нем. — «Аист») — детская песня из сборника немецкого фольклора «Волшебный рог мальчика». Различные ее версии получили хождение во многих регионах Германии и сопредельных стран (областях бытования немецких диалектов).

## Распространение
Известны различные варианты песни, в том числе из Саксонии (Штендаль), Вестфалии (Зиген), Гессена (Веттерау, Марбург, Михельштадт и др.), Тироля (Австрия), Восточного Поморья (совр. Польша), Верхнего Эльзаса (Кольмар, Эшенсвиллер; совр. Франция).
Произведение вошло в третий том сборника К. Брентано и А. фон Арнима «Волшебный рог мальчика» (1808) и многие другие позднейшие песенники.

## Критика
Как отмечает один из источников, в некоторых вариантах песни аист именуется „Stane“ или „Steine“ (нем. Камень), за его привычку стоять. Примечательно, что, в отличие от античной традиции, произведения немецкого фольклора выделяют птицу за длину её ног, а не шеи.

## Текст
| Klapperstorch | Литературный перевод |
| --- | --- |
| Storch, Storch, Langbein, Wann fliegst du ins Land herein, Bringst dem Kind ein Brüderlein. Wenn der Roggen reifet, Wenn der Frosch pfeifet, Wenn die goldnen Ringen In der Kiste klingen, Wenn die rothen Appeln In der Kiste rappeln. | [Аист] Длинноногий! Коль к нам ты найдешь дорогу, Деткам братца принеси. Рожь поднимет колос, А лягушка — голос: Той порой в коробке Звякнет колокольчик, От плодов от красных В вёдрах звон раздается. |